# Église Saint-Amand de Luingne
Pour les articles homonymes, voir Église Saint-Amand.
L'église Saint-Amand est l'église paroissiale de Luingne, section de la commune de Mouscron.

## Histoire
La première mention d'une église à Luingne remonte à 1117. Vers 1190 le droit de patronage est donné au Chapitre Notre-Dame de Tournai. En 1566, l'église romane est endommagée par la furie iconoclaste. Les troupes de Louis XIV causent également des dégâts qui sont réparés en 1676. En 1794, elle est pillée par les sans-culottes. Au 19e siècle, l'église, trop petite, est démolie afin d'en reconstruite une nouvelle en style néogothique. Elle sera dessinée par Pierre Croquison, construite en 1849 et consacrée en 1850.

## Description
Ses dimensions sont en longueur de 20 mètres, 18 mètres de largeur et 15 mètres de hauteur. Le clocher s'éleve à 42,80 mètres. Il s'agit d'une église en brique à trois nefs avec une tour de façade. Elle est flanquée de deux annexes basses et d'une nef de cinq travées. Elle se termine par un chœur à pans coupés. 
L'intérieur est constitué de mobilier néogothique et le plafond de voûtes d'ogives.